# Johann Gottlieb Hardt
Johann Gottlieb Hardt (* 18. September 1658 in Loburg; † 20. Dezember 1713 in Leipzig) war ein deutscher Logiker und Metaphysiker.

## Leben
Johann Gottlieb Hardt wurde als Sohn des damaligen Inspektors und Pastors an der Laurentiuskirche und späteren Dompredigers in Magdeburg Bacharias Hardt (um 1625 in Lauban, Schlesien; † 26. Dezember 1698 in Magdeburg) sowie dessen Frau Martha (* 23. September 1637 in Halle; † 7. März 1681 in Magdeburg) geboren. Martha war Tochter des Rats in Halle (Saale) Valentin Veltheim und dessen Frau Chatharina, Tochter des magdeburgschen Schlossbäckers Christoph Drechsler.
Johann Gottlieb Hardt hatte ein Studium an der Universität Leipzig absolviert und dort den akademischen Grad eines Magisters der Philosophie erworben. Nachdem er sich in Leipzig habilitiert hatte, wurde er Assessor an der philosophischen Fakultät und erhielt als solcher eine Berufung als Rektor des Altstädter Gymnasiums in Magdeburg, die er jedoch ausschlug. Hardt, der sich auch als lateinischer Dichter einen Namen gemacht hatte, wurde 1697 nach dem Tod von Valentin Alberti Professor der Logik und Metaphysik. Als solcher hatte er in den Sommersemestern 1701, 1709 und 1713 das Rektorat der Alma Mater geführt. Seine letzte Amtszeit verlief nicht ohne Probleme, da es zu einem Studententumult kam. Er starb kurz nach Absolvierung seiner letzten Rektorenamtszeit an Gicht.

## Werke
- Dissertatio Anti-Cartesiana De Sensatione An in solo fiat cerebro. Leipzig 1683.
- De Nuditate Hominum In Statu Post Lapsum. Leipzig 1684.
- Politicum Illiteratum. Leipzig 1684.
- Apollinis torquati et aurati equites …. 1685 (Glückwunschgedichte für 38 Jünglinge zur Erlangung der Magisterwürde, 28. Jan. 1685).
- Dubium Physicum Quoad Ignis Receptum Calorem Extricatum. Leipzig 1686.
- De Theologia Aristotelis Sive Mystica Philosophia Secundum Aegyptios, Libro superiori seculo Damasci reperto Inclutae Facultatis Philosophicae In Alma Lipsiensi Indultu Praeside Dn. M. Johanne Gottlieb Hardt … ad diem XX. Octobr. MDCLXXXIIX. H.L.Q.C. Cum eruditis publice colloqui exoptat Autor-Respondens Johannes Laurentius Beckh/ Sammenhemio-Francus …. Leipzig 1688.
- Dubium Physicum Quoad Sonum In Campana Vulgo Creditum Extricatum. Leipzig 1689.
- Kurtzes Ehrengedächtnis ... 1690 (Nachruf auf Karl Dietrich von Mandelsloh, Student, † 10. Januar 1690).
- De Incommodis Ex Amplitudine Urbium, Occasione loci apud Gramond. L.II. ad Ann. 1616. p. 127. Leipzig 1692.
- De Corpusculis Individuis. Leipzig 1696.
- De Officio Hominis, Circa Res Humana Sorte Non Comprehensas. Leipzig 1698.
- Ad orationem in memoriam Ridelianam … Leipzig 1705.